# 赫德蘭鎮區 (愛荷華州克萊縣)
赫德蘭鎮區（英語：Herdland Township）是位於美國愛荷華州克萊縣的一個行政鎮區。

## 地方資料
根據2010年美國人口普查的數據，赫德蘭鎮區的面積為92.12平方千米，當中陸地面積為92.10平方千米，而水域面積為0.02平方千米。當地共有人口210人，而人口密度為每平方千米2.28人。